# Альбрехт-Фрідріх (герцог Пруссії)
А́льбрехт-Фрі́дріх (нім. Albrecht Friedrich; 29 квітня 1553 — 27 серпня 1618) — другий герцог Прусський (1568—1618). Представник німецької династії Гогенцоллернів. Народився в Кенігсберзі, Пруссія. Син першого прусського герцога Альбрехта. Зять бранденбурзького маркграфа Йоганна-Сигізмунда. З 1572 року був психічно хворим. Реально гецогством управляли оберати (1572–1577), а також регенти — Георг Фрідріх Бранденбурзький (1577–1603), Йоахім Фрідріх (1603–1608), Йоганн-Сигізмунд (1608—1618). Помер бездітним.

## Біографія
Народився у Кенесберзі у родині Альбрехта I, герцога Пруссії та Анни-Марії Брауншвейзької. Після смерті свого батька у 1568 році він успадкував владу. 1569 року — приніс васальну присягу Польщі.
Новий герцог був розумово відсталим, неспроможним взяти на себе кермо правління. Це дозволило королю Польщі Сигізмунду II Августу призначити регентом герцогства свого прихильника, якого підтримували пропольські прусські стани. Проте королю Польщі та його сенату бракувало якоїсь чіткої політики щодо Пруссії. Тому через деякий час фактичну владу перебрала Прусська герцогська рада, яка складалася з обератів (вищих радників) у 1572 році. З цього часу державою керувалі інші особи. Подальші події номінального правління Альберта Фрідріха Прусського торкалися лише питання успадкування його трону.
Новий король Речі Посполитої Стефан Баторій у 1576 році планував спочатку зосередити свою увагу на герцогстві Прусському, щоб встановити тіснішу унію Пруссії з Польщею. Війна з Московією за Балтику змусила Баторія відмовитися від своїх планів. Він доручив опікунство над Альбрет Фрідріхом Прусським та урядування Пруссією Георгу Фрідріху Бранденбург-Ансбаському, надавши йому право на титул Прусського герцога. Таким чином, успадкування герцогства поширилося на іншу гілку роду Гогенцоллернів.
Але у 1582 році прусські стани незадоволені правління Георга Фрідріха виступили проти його регентства. Вони створили сильну опозиції та звернулися до польського короля, щоб той втрутився. Король зі своїм коронним канцлером замойським замість призначення регентом поляка для зміцнення контролю над Пруссією виступив на боці Гогенцоллерна в його боротьбі проти бунтівних станів. Останні марно зверталися до польського короля у 1585 та 1597 роках. Таким чином Георгові Фрідріху вдалося завдяки підтримці самої Польщі зміцнити зв'язки між герцогством Пруссія та Бранденбургом.
Коли у 1603 році Георг Фрідріх Гогенцоллерн помер, король Речі Посполитої Сигізмунд III Ваза замість призначення польського регента довірив управління Пруссією Йоахимові Фрідріху, курфюрсту Бранденбурзькому, а після його смерті у 1609 році — його синові та спадкоємцю Йоганнові Сигізмунду. Курфюрст склавши присягу польському королю, отримав подальше розширення своїх прав щодо успадкування Пруссії.
Коли 27 серпня 1618 року Альберт Фрідріх Прусський помер у Фішхасені, Йоганн-Сигізмунд Гогенцоллерн став новим герцогом Пруссії.

## Родина
Дружина — Марія-Елеонора Клевська (1550—1608), донька Вільгельма де ла Марк, герцога Клеве-Юліх-Берзького
Діти:
- Анна (1576—1625) — дружина Йоганна-Сигізмунда, маркграфа Бранденбурзького
- Марія (1579—1649) — дружина Христіана Гогенцоллерна, маркграфа Бранденбург-Бойройтського, народила семеро дітей;
- Альбрехт-Фрідріх (1580) — помер немовлям.
- Софія (1582—1610) — дружина Вільгельма Кеттлера, герцога Курляндського
- Елеонора (1583—1607) — дружина Йоахіма Фрідріха Гогенцоллерна, курфюрста Бранденбурзького, мала єдину доньку;
- Вільгельм Фрідріх (1585—1586) — помер немовлям.
- Магдалена Сибіла (1586—1659) — дружина Іоганна Георга I Ветіна, курфюрста Саксонського, мала дев'ятеро дітей.